# Internationales Schlagerfestival Dresden
Das Internationale Schlagerfestival Dresden, zeitweilig auch Internationales Schlagerfestival sozialistischer Länder Dresden, war ein Musikfestival mit einem Musikwettbewerb in der DDR. Es wurde von 1971 bis 1988 jährlich – außer 1973 – in Dresden ausgetragen.

## Ablauf
Die Festivals fanden im September oder Oktober statt und dauerten üblicherweise fünf Tage. Wichtigster Veranstaltungsort war der Kulturpalast in Dresden.

## Geschichte
Von 1968 bis 1970 hatte jährlich das Schlagerfestival der Freundschaft stattgefunden. Sein Nachfolger, das Internationale Schlagerfestival Dresden, wurde 1971 erstmals ausgetragen. Anfangs traten ausschließlich Musiker aus der DDR und weiteren sozialistischen Ländern auf. 1973 fiel das Festival wegen der Weltjugendfestspiele in Ost-Berlin aus. Ab 1984 wurden neben dem Festival Seminare zur Theorie der populären Musik abgehalten. Ab Mitte der 1980er Jahre konnten auch Künstler aus weiteren Ländern am Festival teilnehmen, etwa aus den Philippinen, Laos, Äthiopien und Argentinien. Die Kategorien des Wettbewerbs hießen „Nationaler Titelwettbewerb“, „Internationaler Titelwettbewerb“ (ab 1982 zusammengefasst) und ab 1977 „Grand Prix“ als Hauptpreis. Es gab Gold-, Silber und Bronzemedaillen. Ferner wurden unter anderem der Preis für das beste Arrangement, der „Preis der Pressejury“ und der „Publikumspreis“ vergeben. Parallel zum Internationalen Schlagerwettbewerb fand in Dresden der Nachwuchswettbewerb Goldener Rathausmann statt, der 1990 zum vorerst letzten Mal ausgetragen wurde.
Zu den Gewinnern des Grand Prix gehören die Gruppen 4 PS, die 1977 mit dem Zweigroschenlied den ersten Grand Prix gewann, und Karat, die 1978 mit den Songs Über sieben Brücken mußt du gehn und König der Welt gewann und fortan in der DDR populär wurde.

## Tonträger
Von 1976 bis 1981 erschienen beim DDR-Plattenlabel Amiga die sieben Kompilationen Internationales Schlagerfestival Dresden ’75 bis ’81.

## Teilnehmer und Preisträger

### Träger der 1. Preise (national/international) bis 1976
- 1971: Frank Schöbel (DDR) und Halina Kunicka (Polen)
- 1972: Kati Kovács (Ungarn) mit Wind, komm, bring Regen her und Nadia Urbánková (ČSSR)
- 1974: Hans-Jürgen Beyer (DDR) und Bisser Kirow (Bulgarien)
- 1975: Veronika Fischer (DDR) mit Daß ich eine Schneeflocke wär’ und Irina Ponarowskaja (Sowjetunion) mit Nimm den Zug, der Sehnsucht heißt
- 1976: Mimi Iwanowa (Bulgarien) mit Ich will lieben und Roxana Babajan (Sowjetunion) mit Der Regen

### Grand-Prix-Gewinner
- 1977: 4 PS (DDR) mit Zweigroschenlied
- 1978: Karat (DDR) mit Über sieben Brücken mußt du gehn und König der Welt
- 1979: Nikolai Gnatjuk (Sowjetunion) mit Hab ich das alles nur geträumt?
- 1980: electra (DDR) mit Es brennen die Berge und Wälder
- 1981: Ai Van Ha Thi (Vietnam) mit So ging noch nie die Sonne auf
- 1982: Kamelia Todorowa (Bulgarien) mit Auf diesen Tag hab' ich gewartet
- 1983: Neumis Rock Circus (DDR) mit Oh Darling
- 1984: Jörg Hindemith (DDR)
- 1985: Nel Santo (Jugoslawien)
- 1986: Lorna Pal (Philippinen)
- 1987: Hema Sardesai (Indien)
- 1988: Arnulf Wenning (DDR)

### Träger der 1. Preise ab 1982
- 1982: Stern Meißen (DDR, 1. Platz)
- 1983: Manana Todadse (Sowjetunion, 1. Preis und Publikumspreis)
- 1984: Natalja Nurmuchamedowa (Sowjetunion, 1. Preis)
- 1985: Norma Helena Gadea (Nikaragua, 1. Platz)
- 1986: Xiomara Laugart (Kuba, 1. Preis und Publikumspreis)
- 1987: Gruppe Semljane (Sowjetunion, 1. Platz)
- 1988: Diana Tschagajewa (Sowjetunion, 1. Platz)

### Weitere Preisträger (Auswahl)
- 1971: Chris Doerk (DDR, 3. Platz national)
- 1972: Uschi Brüning (DDR, 2. Platz national)
- 1975: Anna Jantar: Blumen sollen regnen auf die ganze Welt (Polen, 2. Platz international)
- 1976: Kreis (DDR) mit Und wir gingen auf uns zu (Preis für das beste Arrangement)
- 1977: Jürgen Walter (DDR) mit Schallala, schallali (1. Preis national)
- 1978: Uwe Jensen (DDR) mit Einmal möchte ich ein Maler sein (Spezialpreis)
- 1981: Gaby Rückert (DDR) mit Immer weiter geht die Reise (1. Platz national)[2]